# Pilote le Hot
Pilote Le Hot est un poète-performeur, né le 10 avril 1966 en région parisienne, actif depuis 1996 dans le mouvement slam. Il est consultant international pour la Fédération française de slam poésie, qui organise le Grand Slam national de poésie et de la Coupe du monde de slam de poésie à Paris. Il est aussi présentateur de scènes slam, directeur artistique et animateur d'ateliers chez Slam Productions, et membre du Poetry Slam Incorporated américain.

## Biographie
Pilote Le Hot est né en 1966 à Aubervilliers (Seine-Saint-Denis). Il est un membre actif du monde du slam,,, depuis 1995 en France, à Paris notamment. Il a participé en Europe à des scènes et ateliers de poésie avant de créer l’association slam productions en 1999.

## Carrière
Pilote le Hot est un poète, dont l'édition des écrits est accompagnée de vidéos sur CD et DVD depuis 2001. Il a participé à la cérémonie d'inauguration du premier Printemps des poètes en 1999.
En 2003, il a gagné l'Ottawa Canadian Spoken Worldlympics.[réf. nécessaire]
Pilote le Hot est également organisateur : en 2003, directeur artistique et poète à la Nuit blanche oratoire pour la Ville de Paris et Slam Productions, à l'occasion de la première édition de la Nuit blanche,. Organisateur de la Coupe du monde de slam poésie, qui invite depuis 2007 des poètes venus de différents pays du Monde, et qui a toujours eu lieu en France. En 2024 il a produit le Poetry Slam Worlympics dans le cadre des Olympiades Culturelles à Paris .
En 2025 c’est la 19è coupe du monde de slam et le 22e Slam National qu’il organise dans le quartier populaire de Bellevillle à Paris en cohésion avec les habitant-e-s et les communautés du quartier .
Il anime également des ateliers d'écriture et d'interprétation dans des écoles, collèges, lycées, médiathèques et bibliothèques, des maisons d'arrêt, des centres culturels ou des lycées français à l'étranger
Il est le directeur artistique du Cabaret Culture rapide, dans le 20e arrondissement de Paris, où il présente des scènes de slam tous les mardis soirs.

### Parutions
Pilote Le Hot est auteur de Amour, Poésie et Pâtes fraîches, sorti le 1er octobre 1999 aux éditions Castor astral, et de Culture rapide, son deuxième recueil sorti en octobre 2000 aux éditions Castor astral, contenant CD-Rom avec pistes audio de ses poèmes. En 2004 il publie Pilote Le Hot / Slam Graffiti aux éditions Les Belles Lettres. En 2008, il publie avec Catherine Duval et Laurent Fourcaut 20 ateliers de slam de poésie aux éditions Retz.

### Scènes
Il a effectué des performances sur plusieurs scènes parisiennes (le Club-Club, la Flèche d’or, le Pataques, les Lucioles...), des scènes et festival en région (Le Lieu unique à Nantes, le Festival de Mandelieu, le Festival d’Aurillac...), des scènes à l'étranger (en Europe comme au Trans-littérale à Genève, l' International Poetry Slam de Bolzano, leSpokenworld de Berlin, etc., en Amérique du Nord, et en Afrique comme à l'Harare International Festival of the Arts au Zimbabwe ou à L’Étoile du Nord à Tunis) et dans le monde entier .